# كلايتون أوقست
كلايتون أوقست (16 فبراير 1990 - ) (بالإنجليزية: Clayton August)‏ هو لاعب كريكت جنوب أفريقي.